# Lotnisko Opole-Polska Nowa Wieś
Lotnisko Opole-Polska Nowa Wieś (kod IATA: QPM, kod ICAO: EPOP) – lotnisko sportowe Aeroklubu Opolskiego imienia Lotników Powstania Warszawskiego z polem wzlotów o nawierzchni naturalnej. Od 1971 figuruje w ewidencji lotnisk Urzędu Lotnictwa Cywilnego poz. 31 (nr rejestracyjny 34). Zlokalizowane jest w Polskiej Nowej Wsi, w odległości 15 km od centrum Opola, na terenie gminy Komprachcice.

## Dane lotniska
Lotnisko użytku wyłącznego. Operacje lotnicze wyłącznie za pisemną zgodą Zarządzającego.
- Lotnisko: Polska Nowa Wieś k/Opola – EPOP
- Lokalizacja (WGS–84):
  - 50° 38' 00,00„ N
  - 17° 46' 54,00" E
- Częstotliwość lotniska: 122.360 MHz – Opole Radio
- Elewacja pasa startowego: 188 m / 617 ft n.p.m.
- Lotnisko posiada trzy trawiaste drogi startowe w ramach pola wzlotów:
  - centralną na kierunku 07/25 o wymiarach 750 × 100 m
  - dwie równoległe do siebie, wytyczone na lewo i prawo od centralnej:
    - na kierunku 13L/31R o wymiarach 650 × 100 m
    - na kierunku 13R/31L o wymiarach 650 × 100 m
- Nośność nawierzchni darniowej (MTOW): 5700 kg
- Czynne okresowo, od wiosny do jesieni w godzinach od poniedziałku do piątku 08.00–16.00 LMT, w soboty i w niedziele oraz w dni wolne od pracy.

Źródło:.
Na terenie lotniska znajduje się hangar i budynek biurowy aeroklubu. Lotnisko sąsiaduje z jednostką wojskową 5362. Lotnisko ma połączenie z Opolem miejską linią autobusową nr 8 (przystanek około 1 km od lotniska).

## Leśna Baza Lotnicza

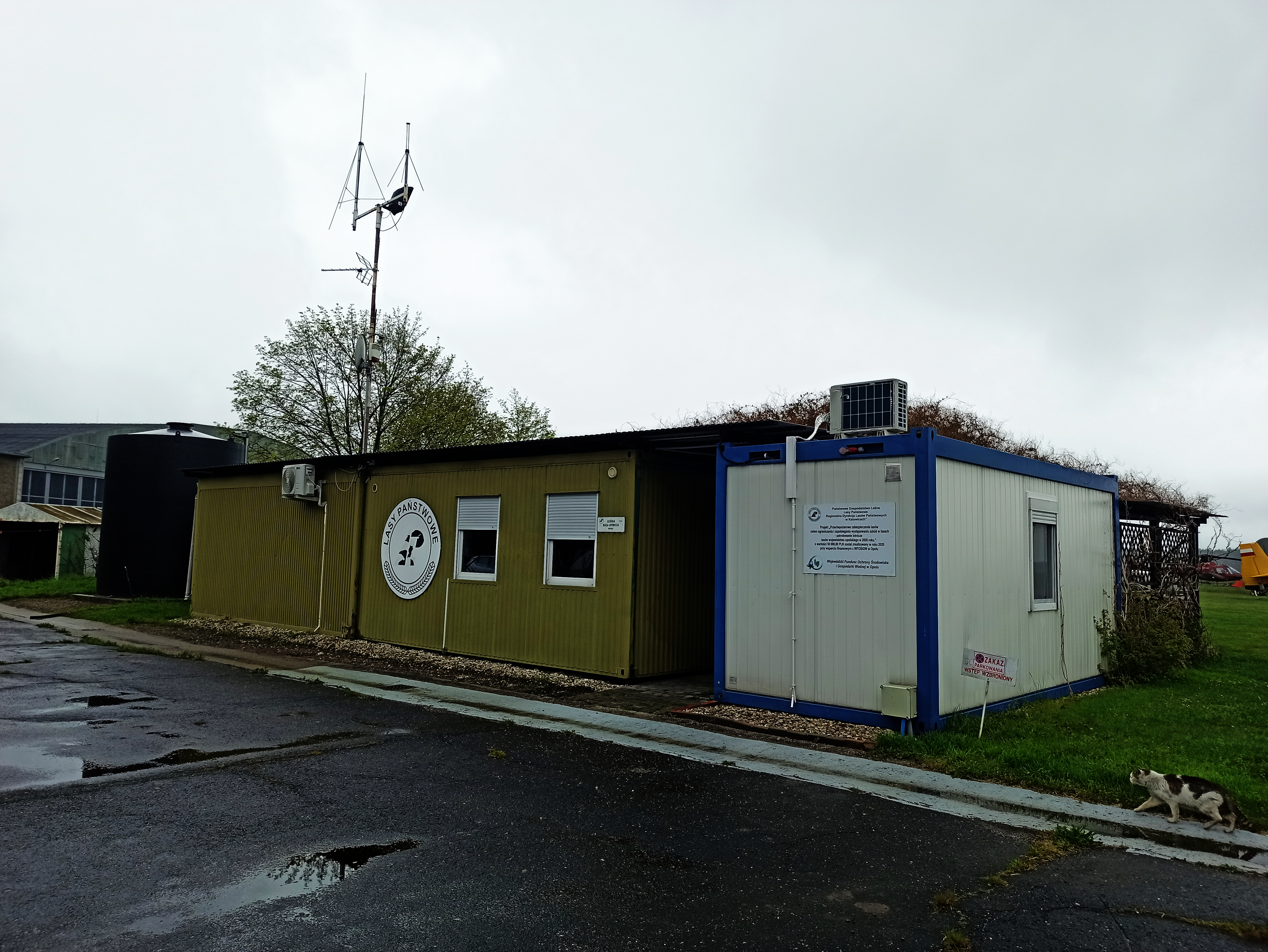
Leśna Baza Lotnicza Regionalnej Dyrekcji Lasów Państwowych w Katowicach (maj 2021)

Na terenie lotniska stacjonuje Leśna Baza Lotnicza Regionalnej Dyrekcji Lasów Państwowych w Katowicach. Regularnie stacjonują: 1 samolot PZL M18 Dromader i 1 śmigłowiec Mi-2.

## Śmigłowcowa Baza LPR

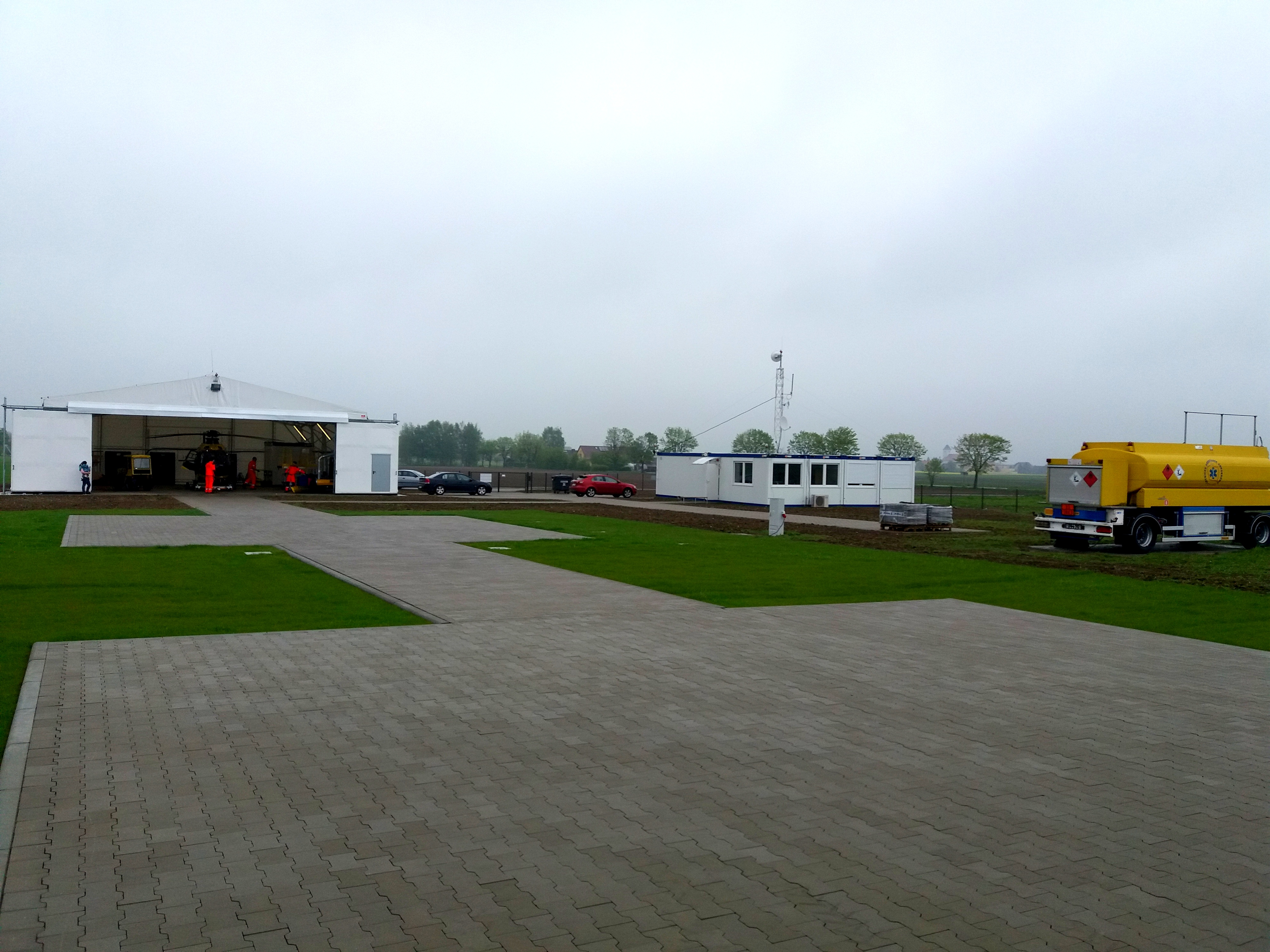
Regionalna baza Lotniczego Pogotowia Ratunkowego (maj 2017)

30 listopada 2016 o godzinie 10:00 odbyło się uroczyste otwarcie nowej bazy Śmigłowcowej Służby Ratownictwa Medycznego w której rozpoczął się stały dyżur załogi na lotnisku w Polskiej Nowej Wsi. Baza w Opolu stała się 21. stałą bazą Śmigłowcowej Służby Ratownictwa Medycznego (HEMS) i czwartą otwartą w listopadzie 2016. Załogi dyżurują codziennie od godz. 7.00 do 20.00. Skład załogi śmigłowca ratunkowego to pilot, ratownik medyczny/pielęgniarz i lekarz – Ratownik 23.

## Historia
Obszar pod przyszłe lotnisko zakupiono z rąk prywatnych oraz od Nadleśnictwa Tułowice (Oberförsterei Tillowitz). Miejsce z trzech stron było otoczone lasem, a kilka stojących tam budynków mieszkalnych wykupiono, mieszkańcom natomiast wybudowano domy w innej części wsi.

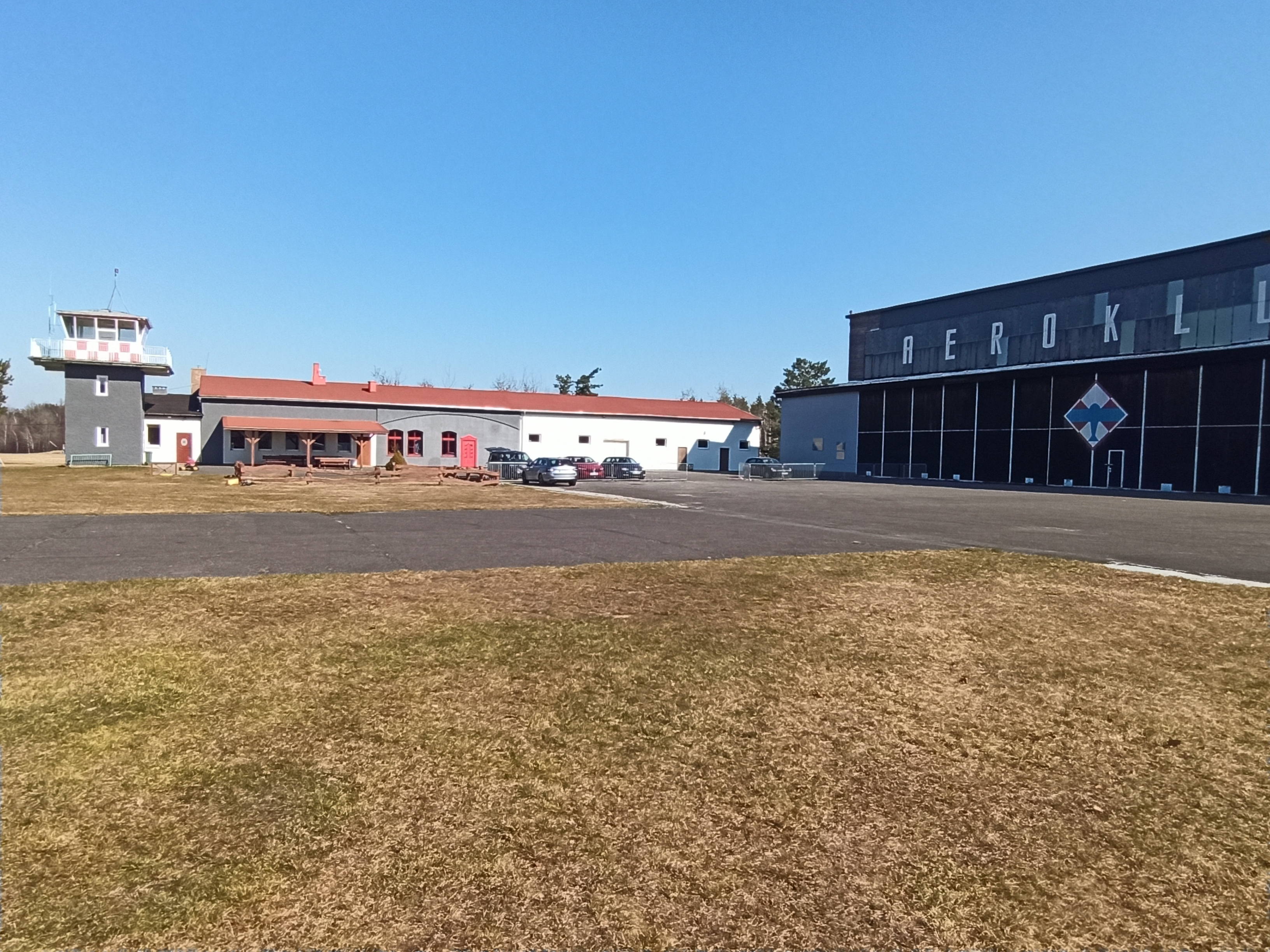
(marzec 2022)

Budowa lotniska rozpoczęła się w 1936. Oficjalnie miało to być jedno z wielu w tej części Śląska lotnisk sportowych (Fliegerhorst Neudorf O/S.), ale planowanych przez Naczelne Dowództwo Wehrmachtu i umiejscowianych w miejscach ważnych strategicznie. Podobne powstały m.in. w Kamieniu Śląskim (Fliegehorst Groß Stein), w Otmicach-Izbicku (Fliegerhorst Stubendorf) czy Ligocie Dolnej koło Góry św. Anny (Fliegehorst Nieder Ellguth). Dużym atutem była bliskość granicy z Polską (15–20 minut lotu), dzięki czemu mogło być wykorzystywane nie tylko do szkolenia pilotów i jako baza zaopatrzeniowa, ale również w akcjach zbrojnych.
Podczas budowy do niezbędnych prac zatrudniano miejscowych chłopów. Pole startowe miało powierzchnię 800 na 750 metrów, powstało wiele drewnianych baraków, stawianych na granitowo-ceglanych podmurówkach (w jednym znajdowało się kasyno oficerskie, w innym szpital polowy i izba chorych). Do lotniska doprowadzono nitkę kolejową, która łączyła się z linią Opole-Nysa. Na obrzeżach powstały 23 bunkry-magazyny (Munitionslager) na amunicję oraz bomby lotnicze. Następnie wybudowano trzy hangary tunelowe stalowe i jeden drewniany, liczne pomieszczenia zaopatrzeniowe, zbiorniki na materiały płynne oraz duże zaplecze gospodarczo-kwaterunkowe. Z założenia lotnisko miało być samowystarczalne.
Uroczystego otwarcia dokonano w roku 1937. W 1939 do Fliegerhorst Neudorf O/S. przeniesiono tzw. „sportową Grupę Lotniczą” (Lutfsportgruppe) z lotniska Jeżów Sudecki (Grunau) ze słynną pilotką doświadczalną Hanną Reitsch w składzie. W trakcie kampanii wrześniowej z lotniska startowały samoloty i bombowce, a lotnisko odwiedził sam Adolf Hitler (10 września) oraz Hermann Göring (12 września), który przyleciał samolotem Focke-Wulf Fw 200 „Condor” o nazwie własnej Grenzmark, będącym wówczas najnowocześniejszą niemiecką maszyną używaną przez sztab wodza Rzeszy.
Przy lotnisku utworzono szkołę lotniczą (Flugschule A/B 116 Neudorf O/s.), następnie przeniesiono ją, a w jej miejsce otworzono szkołę pilotów wojskowych FFS A/B 4 (Flugzeugführerschule). Szkolenie odbywało się na samolotach jednosilnikowych. Do szkolenia na szybowcach wykorzystywano lotnisko zamiejscowe szkoły w Otmicach. Zapotrzebowanie na pilotów wpływało na intensywność szkoleń i ich poziom – mieszkańcy okolicznych wsi nazywali pieszczotliwie adeptów Asphaltpiloten (asfaltowi piloci). Szkoła działała do końca 1944.
W czasie II wojny światowej do Fliegerhorst Neudorf O/S należała nieczynna od 1925 kopalnia torfu (Das Goldmoor) znajdująca się około 5 km na południowy zachód od lotniska i ok. 1,3 km na północ od dzisiejszej wsi Szydłów. Obszar dawnych wybierzysk (nieużytkowanej kopalni) wykorzystywano w charakterze poligonu do treningu celności zrzucania bomb na samolotach Ju-87 oraz strzelania z broni pokładowej w lotach koszących na myśliwcach. Zachował się żelbetonowy bunkier obserwacyjny, służący za schron dla żołnierzy z obsługi naziemnej poligonu, pełniących tu swoje obowiązki (obsługa radiostacji itp.). Na terenie byłego poligonu znajduje się również kapliczka upamiętniająca wypadek lotniczy. W 1944, 700 m na północ od bunkra doszło do zderzenia 2 samolotów Messerschmitt Bf 109, w której śmierć poniósł uczeń-pilot lub dwóch pilotów. Obecnie fragment byłego poligonu jest rezerwatem przyrody Złote Bagna.
1 września 1939 o godzinie 14.15 z lotniska w Polskiej Nowej Wsi wystartowały samoloty 6. eskadry II/77 StG; z zadaniem zbombardowanie stacji kolejowej w Siemkowicach oraz szlaków kolejowych na długości od Warty aż po rozgałęzienie torów Wieluń – Szczerców. Zadanie zostało wykonane.
Wybrane niemieckie jednostki lotnicze stacjonujące na lotnisku Neudorf-Oppeln – lista niepełna
| od               | do               | oznaczenie jednostki                                                                            | samoloty               |
| ---------------- | ---------------- | ----------------------------------------------------------------------------------------------- | ---------------------- |
| wrzesień 1938    | październik 1938 | IV./KG 254 (IV. Gruppe des Kampfgeschwaders 254)                                                | He 111, Bf-109         |
| sierpień 1939    | wrzesień 1939    | Stab, I., II./St.G. 77 (Stab, I. und II. Gruppe des Sturzkampfgeschwaders 77)                   | Ju 87                  |
| wrzesień 1939    | wrzesień 1939    | Stab/KG 26                                                                                      | He 111                 |
| wrzesień 1939    | wrzesień 1939    | I./KG 53                                                                                        | He 111                 |
| wrzesień 1939    | wrzesień 1939    | IV./KG z.b.V. 1 [IV. Gruppe des Kampfgeschwaders zu besonderen Verwendung 1 (Transportflieger)] | b.d.                   |
| listopad 1939    | marzec 1940      | III./KG 55                                                                                      | He 111, Bf 109         |
| grudzień 1939    | czerwiec 1941    | FFS A/B 116 (Flugzeugführerschule A/B 116)                                                      | b.d.                   |
| styczeń 1942     | styczeń 1942     | Werft-Kp. 32/VIII (częściowo)                                                                   | b.d.                   |
| 18 września 1941 | 16 stycznia 1945 | FFS A/B 4 potem FFS A4                                                                          | b.d.                   |
| listopad 1941    | sierpień 1944    | III./NJG 3 (III. Grupe Nachtjagdgeschwader 3)                                                   | Bf-190, Ju 88, Ta 157  |
| luty 1943        | marzec 1944      | Platzkommando A3/VIII                                                                           | b.d.                   |
| kwiecień 1943    | b.d.             | Transport-Kolonne der Luftwaffe 29/VII                                                          | b.d.                   |
| maj 1943         | b.d.             | Transport-Kolonne der Luftwaffe 19/XVII                                                         | b.d                    |
| maj 1943         | b.d.             | Transport-Kolonne der Luftwaffe 22/XVII                                                         | b.d.                   |
| lipiec 1943      | sierpień 1943    | I./ZG 1 (I. Gruppe des Zerstörergeschwaders 1)                                                  | b.d.                   |
| październik 1943 | marzec 1944      | Stab, III./ZG 26                                                                                | Ar 68f, Bf 110, Ju 88C |
| listopad 1943    | kwiecień 1944    | 4.(Pz.)/SG 152                                                                                  | b.d.                   |
| styczeń 1944     | luty 1944        | III./SG 10 (III. Gruppe des Schnellkampfgeschwaders 10)                                         | Fw 190                 |
| styczeń 1944     | styczeń 1945     | Werft-Abt. 10/VIII                                                                              | b.d.                   |
| kwiecień 1944    | styczeń 1945     | Flughafen-Bereichs-Kommando 4/VIII                                                              | b.d.                   |
| czerwiec 1944    | lipiec 1944      | III./JG 1                                                                                       | b.d.                   |
| czerwiec 1944    | lipiec 1944      | I./JG 3                                                                                         | b.d.                   |
| lipiec 1944      | sierpień 1944    | Stab/JG 53                                                                                      | Bf 109 E               |
| sierpień 1944    | październik 1944 | I./JG 5                                                                                         | Bf 109, Fw 190         |
| wrzesień 1944    | listopad 1944    | I./LG 1                                                                                         | b.d.                   |
| wrzesień 1944    | wrzesień 1944    | Werft-Abt. 107/VIII                                                                             | b.d.                   |
| październik 1944 | grudzień 1944    | Stab, II./JG 11                                                                                 | b.d.                   |

Źródło:.
W styczniu 1945 lotnisko znalazło się w zasięgu ostrzału Armii Czerwonej. Ostatnimi hitlerowskimi jednostkami, które opuściły teren 19 marca 1945 były estońskie oddziały Waffen-SS. Czerwonoarmiści zajęli je praktycznie bez walki.
Obecnie teren byłego Fliegerhorst Neudorf O/S. należy do Aeroklubu Opolskiego, ale część pozostaje w rękach wojska. Wiele budynków istnieje do dzisiaj – drewniany hangar Luftwaffe służy cywilom, pozostałe wojsku. W pobliskim lesie znajdują się ruiny innych budynków; linia kolejowa do jednostki wojskowej jest cały czas czynna.
W roku 1984 na lotnisku wydarzyła się katastrofa lotnicza, w której zginęło 12 osób.

## W literaturze
Na lotnisku Polska Nowa Wieś jest osadzona fabuła powieści Modliszka, a także kilku opowiadań opartych na autentycznych wydarzeniach z historii lotniska (m.in. Fliegerhorst Neudorf) autorstwa byłego członka Aeroklubu Opolskiego Aleksandra Sowy.